# Gulpilhares
Gulpilhares is een plaats (freguesia) in de Portugese gemeente Vila Nova de Gaia en telt 9707 inwoners (2001).